# Vram Châhpouh
Vram Châhpouh (en arménien Վռամշապուհ) est un roi d’Arménie de la dynastie des Arsacides, ayant régné de 392 à 414.

## Biographie
Le nom Vram Châhpouh est l’arménisation des noms royaux sassanides Vahram et Châhpûhr, ce qui démontre bien le niveau de l’influence culturelle iranienne sur la dynastie arsacide finissante. Fils possible du roi Varazdat, Vram Châhpouh  est porté au trône après la déposition et l’internement de son frère Khosrov IV par le roi perse Vahram IV en 392. Cependant Lazare de Pharbe attribue ce remplacement au prédécesseur de Vahram IV, Chapour III. 
Le règne de ce souverain, qui se comporte toujours en fidèle vassal de la Perse, est marqué par l’activité du grand patriarche Sahak Parthev (i.e le Parthe) élu en 387 sous l’impulsion de Khosrov IV et qui dirige de facto l’Église arménienne même après sa déposition en 428, jusqu’à sa mort en 439. 
Une anecdote longuement relatée par Moïse de Khorène illustre bien l’importance exceptionnelle du catholicos Sahak est le dernier représentant de la dynastie fondée par Grégoire Ier l'Illuminateur et n’a qu’une fille, Sahakanouch, qui a épousé Hamazasp Mamikonian, l’un des représentants de cette autre grande famille féodale.
Sahak réclame pour son gendre au roi la confirmation de la charge de sparapet (commandant en chef), mais Vram Châhpouh ne veut pas y consentir sans l’accord de son suzerain le roi sassanide. Sahak se rend donc alors à la cour de Ctésiphon. Il y reçoit un bon accueil et obtient le titre sollicité  et une promotion pour toute la maison des Mamikonian, qui désormais occupe dans la hiérarchie féodale arménienne le cinquième rang parmi les Nakharark. 
Le règne de Vram Châhpouh et le pontificat du futur saint Sahak sont également marqués par un événement de toute première importance dans l’histoire de la culture arménienne : l’invention vers 405 d’un alphabet arménien national de 36 lettres par saint Mesrop Machtots. Cet alphabet permet d’affermir la chrétienté arménienne par le biais de la traduction de la Bible dans cette langue, et il est également le véhicule de la culture hellénique dans le pays.  
Lorsque Vram Châhpouh meurt de mort naturelle en 414, son fils Artachès n’a que dix ans. Les Nakharark réclament alors à la cour perse le rétablissement du roi Khosrov IV que leurs intrigues ont fait déposer 22 ans auparavant.

## Famille
Probablement marié avec la reine Varazdoukht, fille du roi Varazdat, Vram Châhpouh laisse un fils qui sera le dernier représentant de la dynastie arménienne des Arsacides :
- Artachès/Ardachir